# Đula Milodanović
Đula Milodanović (udano Kujundžić) (Žednik, 19. srpnja 1938.) je bačka hrvatska književnica, pučka pjesnikinja. Piše pjesme, igrokaze i skečeve, rodom iz Žednika.
Poznata je i kao naivna umjetnica u tehnici slame. Rodom je bačka Hrvatica. Sestra je slikarica Teze i Ane. Pjesme piše na materinskoj štokavskoj ikavici bunjevačkih Hrvata i na standardnom hrvatskom jeziku.

## Životopis
Đula Milodanović rodila se 1938. godine u Žedniku. Bila je sedmo i najmlađe u obitelji. 
Pjesme piše od 22. godine. Autorica je šaljivih igrokaza i skečeva koje se izvodi pri crkvenim svečanostima te na festivalima pučkih kazališta. 
Još ožujka 1962. godine je izlagala na izložbi slikara amatera u Tavankutu.
Od 14. do 22. veljače 1965. godine imala je svoju izložbu, gdje je izložila svoje radove zajedno s još nekoliko naivnih umjetnica iz KUD-a Matija Gubec (slikarice naivke Cilika Dulić Kasiba, Kata Rogić, slamarke Marga Stipić, Ana Milodanović, Teza Milodanović) i slikara amatera. Bilo je to u Subotici, a izložba se zvala Amateri i naivci - Tavankut. Zbog velike pozornosti koju su privukle i povoljnih ocjena kritičara i javnosti, slamarke više nisu morale izlagati zajedno sa slikarima, nego su od onda mogle izlagati samostalno.
Đula i njene sestre Teza i Ana, Marija Ivković Ivandekić, Kata Rogić i ostale poznate pletilje predmeta od žitne slame (perlica, ornamenata i kruna) za proslave Dužijance te za katedralnu crkvu u Subotici i u mjesnim crkvama (u Đurđinu, Maloj Bosni, Tavankutu, Žedniku i drugim selima) prvo su radile etnografske predmete kao što su dijademe, krune, perlice i vjerski simboli, a poslije su prešle na izradu slika od slame.
Od 1964. godine članicom je Likovne kolonije HKPD Matija Gubec iz Tavankuta sve do 1972. godine. Ukupno je izlagala na oko 40 izložbi.
Knjige poezije su joj predstavljene na Književnom prelu Hrvatske čitaonice.
Pjesme je objavljivala u Zvoniku, Subotičkoj Danici i u zbornicima sa susreta pjesnika Lira naiva (sudjelovala je 2003. i 2004. godine). Autoricom je kraljičke pisme (pjesme za žedničke kraljice), svečane pjesme-himne žedničkoj crkvi napisane povodome stote obljetnice crkve sv. Marka u Žedniku i pjesme posvećene Međunarodnom danu starih.
Katolički institut za kulturu, povijest i duhovnost Ivan Antunović joj je 2008. godine objavio zbirku Voljena ravnica.